# 도네리촌 (돗토리현)
도네리촌(舎人村)은 돗토리현 도하쿠군에 설치되었던 촌이다. 현재의 유리하마정에 해당한다.

## 역사
- 1889년 10월 1일 - 정촌제 시행에 의해 가와무라군 도네리촌이 성립하였다.
- 1896년 4월 1일 - 군 통합에 의해 도하쿠군에 소속되었다.
- 1953년 4월 1일 - 도고마쓰자키정,하나미촌과 합병해 도고정이 성립하여, 동일 도네리촌은 폐지되었다.

## 교통

### 철도
- 일본국유철도
  - 산인본선

## 참고문헌
- 『東郷町誌』
- 『角川日本地名大辞典31鳥取県』
- 谷田亀寿著『舎人村郷土史論 上代篇』（昭和9年11月）